# Sant Serni de Cabó
Sant Serni de Cabó és una església del municipi de Cabó (Alt Urgell) protegida com a bé cultural d'interès local.

## Descripció
L'estructura arquitectònica que presenta aquest edifici fa pensar que el projecte inicial hagués pogut estar modificat abans d'acabar l'obra o bé al cap de poc de finalitzar-la. Es tracta d'una església de nau única coberta amb volta de canó i capçalera amb dos absis, orientats a nord i oest, amb finestres de doble esqueixada (una a l'absis nord i tres al de ponent). El darrer tram de la nau, davant els absis, es cobreix amb cúpula d'arestes molt suaus. Exteriorment aquesta cúpula es correspon amb un cimbori de planta quadrangular amb un campanar d'espadanya de dos ulls. Al costat est de la capçalera no hi ha absis sinó un arc paredat que coincideix, a l'exterior, amb les restes d'una nau. Façana amb porta d'arc de mig punt amb petit rosetó al damunt. Aparell de carreus ben escairats, disposats en filades uniformes i regulars amb façanes arrebossades i voltes interiors fetes de formigó de calç. No hi ha elements escultòrics ornamentals. La situació dels finestrals de l'absis reforça la idea que el projecte inicial era el de l'església d'una nau orientada de llevant a ponent, acabada amb una capçalera trevolada en la qual l'absis de ponent n'era el principal.
Des del 2014 l'església acull un centre d’Interpretació sobre el llinatge dels senyors de Caboet i el manuscrit dels Greuges de Guitard Isarn.

## Història
Cabó és esmentat a l'acta de consagració de la Seu d'Urgell el 839. L'any 1017, Cabó, apareix esmentat com a nucli de població en documents procedents de la col·legiata d'Organyà. Des de mitjans de segle x la vall de Cabó estava sota el domini dels Caboet, senyors, també de la vall de Sant Joan. Al segle xii el domini d'aquesta vall passà a mans de l'església d'Urgell. L'any 1548 la vall fou incorporada a la corona de manera que esdevingué domini reial. Tot i l'abundància de notícies documentals sobre la vall de Cabó, hi ha poques referències a l'església de Sant Serni. Va ser l'església parroquial fins que se'n va construir una de nova al centre urbà, Sant Isidre i Sant Serni de Cabó Nou.

## Centre d'interpretació

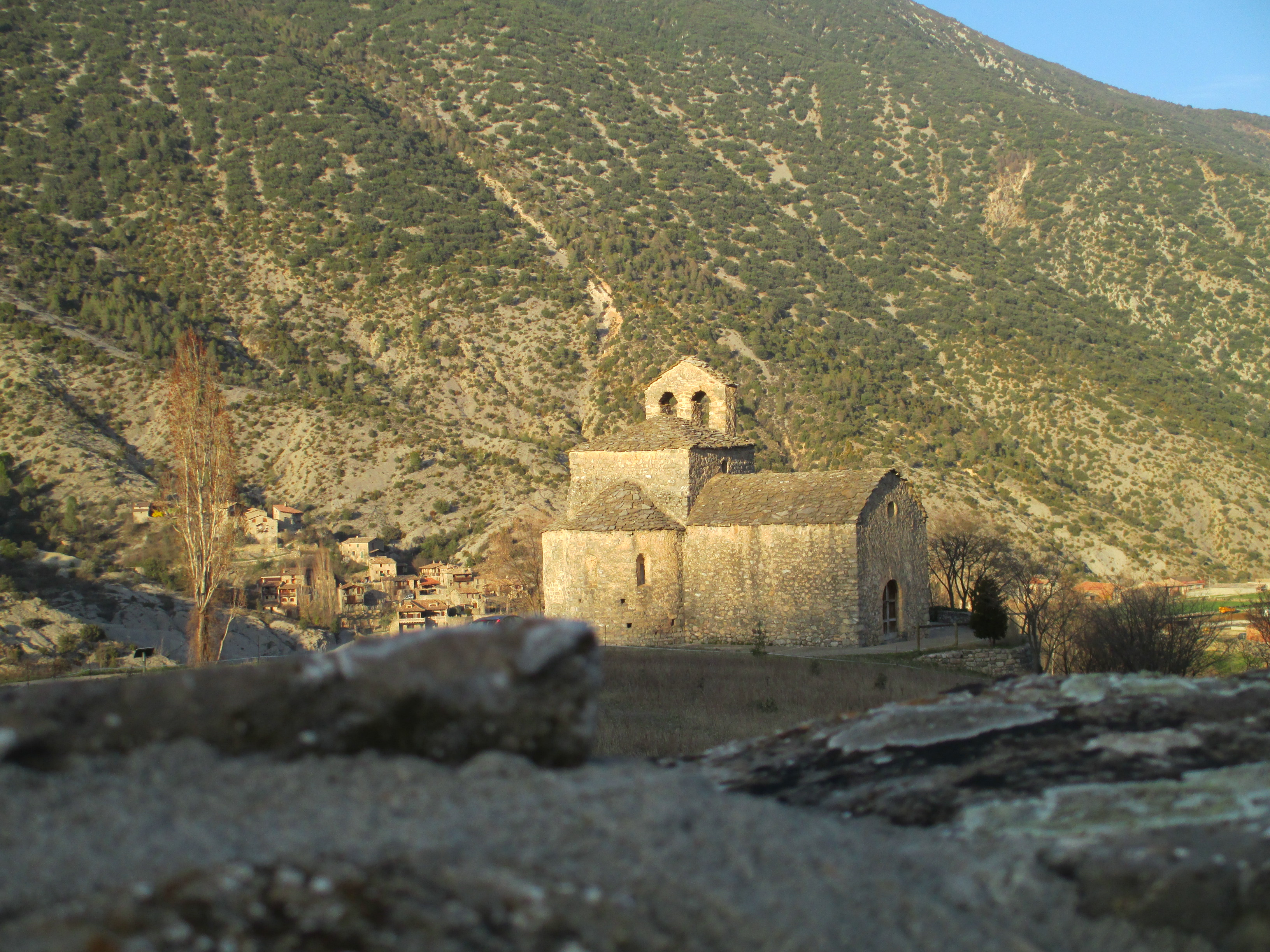
Església romànica de Sant Serni de Cabó

El Centre d'Interpretació del Patrimoni dels Senyors de Caboet és ubicat dins l'església romànica de Sant Serni de Cabó al municipi de la Vall de Cabó (Alt Urgell).
Va ser creat amb l'objectiu de donar a conèixer tres aspectes clau del patrimoni històric i cultural de la Vall de Cabó: el llinatge feudal dels senyors de Caboet, el manuscrit dels Greuges de Guitard Isarn i l'església romànica de Sant Serni. La iniciativa és a càrrec de l'Associació d'Amics de la Vall de Caboet.
L'exposició permanent consta de tres plafons explicatius que tracten els tres aspectes patrimonials esmentats, i un quart plafó que conté  l'edició crítica i versió adaptada en català actual dels Greuges a càrrec del doctor en filologia catalana i especialista en lingüística històrica i onomàstica Joan Anton Rabella. El contrast de les dues versions permet fer-se una idea de com era la llengua catalana que es parlava i escrivia a les contrades pirinenques a principis del segle XII.
L'altre element destacat és un fidel facsímil del manuscrit dels Greuges de Guitard Isarn, un dels primers documents en llengua catalana. El document original es conserva a la Biblioteca de Catalunya.